# Sorority House Massacre
Sorority House Massacre is een Amerikaanse slasherfilm uit 1986, geschreven en geregisseerd door Carol Frank. De film volgt een studente die tijdens een weekend in een studentenhuis wordt geconfronteerd met een moordenaar. Het is de eerste film in de Sorority House Massacre-trilogie, een spin-off van de The Slumber Party Massacre-reeks. Net als zijn voorganger werd deze film volledig geschreven en geregisseerd door een vrouw.

## Verhaal
Als kind overleefde Beth (Angela O'Neill) de moord op haar familie door haar broer Bobby (John C. Russell), die daarna werd opgenomen in een psychiatrische inrichting. Jaren later, tijdens haar studie, wordt Beth lid van een studentenvereniging en trekt in het studentenhuis dat ooit haar ouderlijk huis was, zonder zich dit te herinneren. Terwijl haar herinneringen langzaam terugkeren, voelt Bobby haar aanwezigheid en ontsnapt uit de inrichting om zijn onafgemaakte werk te voltooien.

## Rolverdeling
| Acteur          | Personage           |
| --------------- | ------------------- |
| Angela O'Neill  | Beth                |
| Wendy Martel    | Linda               |
| Pamela Ross     | Sara                |
| Nicole Rio      | Tracy               |
| John C. Russell | Bobby               |
| Marcus Vaughter | Andy                |
| Vinnie Bilancio | John                |
| Joe Nassi       | Craig               |
| Fitz Houston    | Rechercheur Gilbert |

## Productie
Sorority House Massacre werd ontwikkeld door Roger Cormans New Concorde Studios, geïnspireerd door het commerciële succes van The Slumber Party Massacre (1982). Carol Frank, die eerder als assistent werkte voor regisseur Amy Holden Jones, werd aangesteld om het scenario te schrijven en de regie te voeren. De opnames vonden plaats in Los Angeles.

## Ontvangst en nalatenschap
Bij de release kreeg de film overwegend negatieve recensies en werd vaak bekritiseerd vanwege de gelijkenissen met Halloween (uit 1978). Desondanks heeft de film een cultstatus verworven onder horrorliefhebbers en wordt hij gewaardeerd om zijn vrouwelijke perspectief binnen het slashergenre. De film kreeg twee vervolgen: Sorority House Massacre II en Sorority House Massacre III: Hard to Die (beide uit 1990), geregisseerd door Jim Wynorski.